# Trichopilia concepcionis
Trichopilia concepcionis är en orkidéart som beskrevs av Friedrich Fritz Wilhelm Ludwig Kraenzlin. Trichopilia concepcionis ingår i släktet Trichopilia och familjen orkidéer.
Artens utbredningsområde är Colombia. Inga underarter finns listade i Catalogue of Life.